# Ракетные катера типа «Тигр»
Ракетные катера типа 148 «Тигр» — ракетные катера ВМС Германии, модификация французских катеров «La Combattante IIa». Были созданы специально для ВМС Германии на верфях в Шербуре. С 1970-х годов находились в составе Бундесмарине, заменяя устаревшие ракетные катера типа «Ягуар». Служили в течение 30 лет, модифицируясь в 1982—84 и 1990—92 годах. Сейчас ограниченное количество катеров остаётся в немецких ВМС, большая часть катеров продана другим странам.

## Полный список катеров
| Номер вымпела | Имя                              | Позывной | Верфь   | Зачислен в состав | Выведен из состава | Статус                                                               |
| ------------- | -------------------------------- | -------- | ------- | ----------------- | ------------------ | -------------------------------------------------------------------- |
| P6141         | S41 Tiger (с нем. — «Тигр»)      | DRBA     | CMN     | 30 октября 1972   | 24 сентября 1998   | в ВМС Чили как «Teniente Uribe» (с исп. — «Лейтенант Урибе»)         |
| P6142         | S42 Iltis (с нем. — «Хорёк»)     | DRBB     | CMN     | 8 января 1973     | 15 октября 1992    | в ВМС Греции как «Семафорос Вотсис»                                  |
| P6143         | S43 Luchs (с нем. — «Рысь»)      | DRBC     | CMN     | 9 апреля 1973     | 27 августа 1998    | в ВМС Чили как учебное судно                                         |
| P6144         | S44 Marder (с нем. — «Куница»)   | DRBD     | CMN     | 14 июля 1973      | 25 мая 1994        | в ВМС Греции как «Плотарис Вахавас»                                  |
| P6145         | S45 Leopard (с нем. — «Леопард») | DRBE     | CMN     | 21 августа 1973   | 28 сентября 2000   | в ВМС Греции как «Ипоплиархос Турнас»                                |
| P6146         | S46 Fuchs (с нем. — «Лиса»)      | DRBF     | Lürssen | 17 октября 1973   | 19 декабря 2002    | в ВМС Египта как «6 октября»                                         |
| P6147         | S47 Jaguar (с нем. — «Ягуар»)    | DRBG     | CMN     | 13 ноября 1973    | 28 сентября 2000   | в ВМС Греции как «Плотарис Сакипис»                                  |
| P6148         | S48 Löwe (с нем. — «Лев»)        | DRBH     | Lürssen | 9 января 1974     | 19 декабря 2002    | в ВМС Египта как «21 октября»                                        |
| P6149         | S49 Wolf (с нем. — «Волк»)       | DRBI     | CMN     | 4 марта 1975      | 27 августа 1997    | в ВМС Чили как «Guardiamarina Riquelme» (с исп. — «Мичман Рикельме») |
| P6150         | S50 Panther (с нем. — «Пантера») | DRBJ     | Lürssen | 27 марта 1974     | 29 сентября 2002   | разобрана в 2003                                                     |
| P6151         | S51 Häher (с нем. — «Сойка»)     | DRBK     | CMN     | 12 июня 1974      | 23 июня 1994       | в ВМС Греции как «Плотарис Маридакис»                                |
| P6152         | S52 Storch (с нем. — «Аист»)     | DRBL     | Lürssen | 17 июля 1974      | 12 ноября 1992     | в ВМС Греции как «Антипилархос Пезопулос»                            |
| P6153         | S53 Pelikan (с нем. — «Пеликан») | DRBM     | CMN     | 24 сентября 1974  | 25 июля 1998       | в ВМС Чили как учебное судно                                         |
| P6154         | S54 Elster (с нем. — «Сорока»)   | DRBN     | Lürssen | 24 ноября 1974    | 27 августа 1997    | в ВМС Чили как «Teniente Orella» (с исп. — «Лейтенант Орелья»)       |
| P6155         | S55 Alk (с нем. — «Гагарка»)     | DRBO     | CMN     | 7 января 1975     | 13 мая 2002        | в ВМС Египта как «23 октября»                                        |
| P6156         | S56 Dommel (с нем. — «Выпь»)     | DRBP     | Lürssen | 12 февраля 1975   | 19 декабря 2002    | в ВМС Египта как «18 июня»                                           |
| P6157         | S57 Weihe (с нем. — «Лунь»)      | DRBQ     | CMN     | 3 апреля 1975     | 19 декабря 2002    | в ВМС Египта как «25 апреля»                                         |
| P6158         | S58 Pinguin (с нем. — «Пингвин») | DRBR     | Lürssen | 22 мая 1975       | 28 июня 2002       | разобрана в 2003                                                     |
| P6159         | S59 Reiher (с нем. — «Цапля»)    | DRBS     | CMN     | 24 июня 1975      | 27 сентября 2002   | разобрана в 2003                                                     |
| P6160         | S60 Kranich (с нем. — «Журавль») | DRBT     | Lürssen | 6 августа 1975    | 24 сентября 1998   | в ВМС Чили как «Teniente Serrano» (с исп. — «Лейтенант Серрано»)     |